# سگ خرسی کارلین
سگ خرسی کارلین (Karjalankarhukoira) یک نژاد سگ فنلاندی است. در کشور خود، از نظر بسیاری به عنوان یک گنجینه ملی پنداشته می‌شود. سگ‌های خرس کارلین جانوران گوناگونی را شکار خواهند کرد. انعطاف‌های سریع و طبیعت بی‌باک آن را برای شکار شکارگران بزرگ از جمله خرس قهوه‌ای، گوزن و گراز وحشی بسیار محبوب کرده‌است. این توانایی این نژاد در شکار خرس بود که نام این نژاد را به خود اختصاص داد. سگ خرسی کارلین یکی از ۱۰ نژاد برتر سگ در فنلاند است.

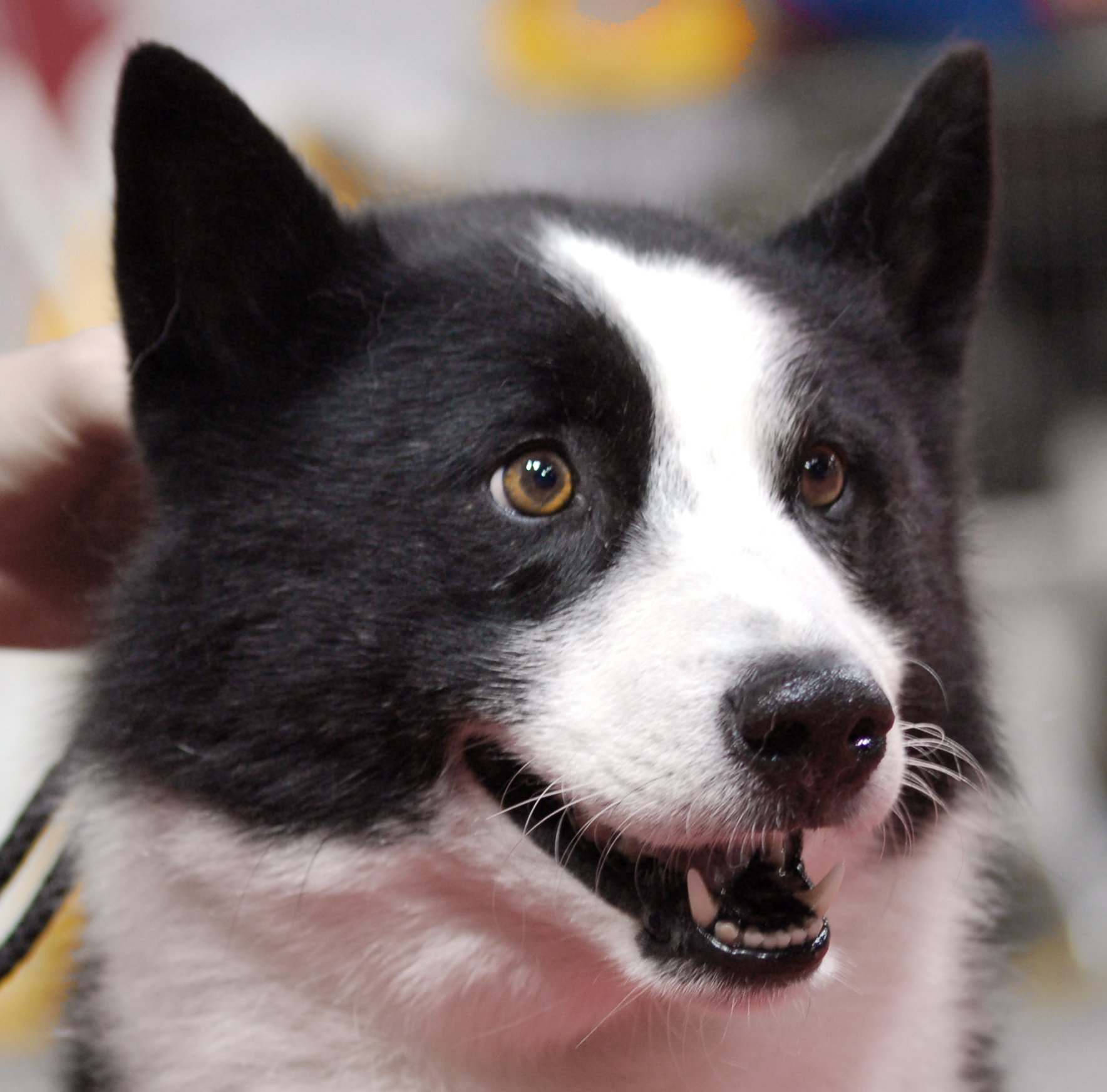
سگ خرس کارلین ایدئال دارای چشمانی روشن و باهوش است.